# Gordon David Goldstein
Gordon David Goldstein (Rochester, Nova Iorque, 7 de abril de 1917 – Washington, D.C., 14 de maio de 1989) foi um cientista da computação estadunidense.
Goldstein estudou engenharia elétrica no Clarkson College of Technology, onde concluiu o bacharelado. A partir de 1941 foi inspetor civil para aparelhos de radiocomunicação e navegação no United States Army Signal Corps. Foi depois engenheiro de desenvolvimento no Washington Institute of Technology e em 1950 engenheiro diretor para computação no Census Bureau em Filadélfia. Em 1951 foi para a Marinha dos Estados Unidos. Trabalhou no Office of Naval Research (ONR), onde participou na construção de computadores como o UNIVAC I. Permaneceu no ONR até aposentar-se em 1980.
Recebeu o Prêmio Pioneiro da Computação de 1989.